# جائزة ألمانيا الكبرى للدراجات النارية 2008
جائزة ألمانيا الكبرى للدراجات النارية 2008 هو سباق دراجات نارية أقيم بتاريخ 13 يوليو 2008. كان الجولة العاشرة من أصل 18 في سباق الجائزة الكبرى للدراجات النارية موسم 2008. فاز الأسترالي كيسي ستونر بفئة الموتو جي بي بينما جاء الإيطالي فالنتينو روسي في المركز الثاني وحصل على المركز الثالث الأسترالي كريس فيرمولين.

## وصلات خارجية
- الموقع الرسمي